# James Young Simpson
Sir James Young Simpson (Bathgate, 7 giugno 1811 – Edimburgo, 6 maggio 1870) è stato un medico britannico.
Scoprì le proprietà anestetiche del cloroformio e lo utilizzò con successo per scopi medici; fu il primo medico scozzese a essere nominato baronetto.
È considerato, insieme a Horace Wells e William Green Morton, uno dei padri dell'anestesia.

## Biografia

### Famiglia e formazione
Simpson nacque a Bathgate, in Scozia, il 7 giugno 1811 da David Simpson e Mary Jarvey, modesti lavoratori dediti alla produzione di beni alimentari derivati dal grano. 
La madre morì quando egli aveva solo nove anni. 
Frequentò la scuola parrocchiale locale e, a causa delle ristrettezze economiche in cui versava la famiglia, sia il padre che i sei fratelli furono costretti a lavorare per permettere al giovane e promettente James di frequentare l'università. Nel 1825, a soli 14 anni, si iscrisse dunque alla University of Edinburgh e due anni dopo entrò nella facoltà di medicina. 
In aggiunta al regolare corso di studi, seguì le lezioni del chirurgo Robert Liston, orientandosi già verso una branca della medicina, quella della chirurgia, al tempo vista come un modo di agire rudimentale, e cui si dedicherà una vita intera.
Terminò gli studi nel 1830, ma avendo solo 18 anni dovette attendere il compimento del 20º compleanno per poter iniziare a praticare la professione medica.

## Carriera
La sua tesi di laurea sul processo di infiammazione gli permise di ottenere il ruolo di assistente del professore di patologia, John Thomson. 
Trascorse i successivi tre anni insegnando patologia agli studenti di medicina.
Dopo aver compiuto varie ispezioni degli ospedali di Parigi nel 1835, ottenne un incarico all’Edinburgh City Lying-In Hospital. Sempre nello stesso anno fu eletto presidente del RCPEdin (Royal College of Physicians of Edinburgh).
Nel 1839, a soli 29 anni, ottenne la cattedra di ostetricia succedendo all'ormai anziano mentore James Hamilton, e divenendo a tutti gli effetti un professore della scuola di medicina di Edimburgo.
Prestò in alcune occasioni servizio medico alla Regina Vittoria.

### Contributi scientifici

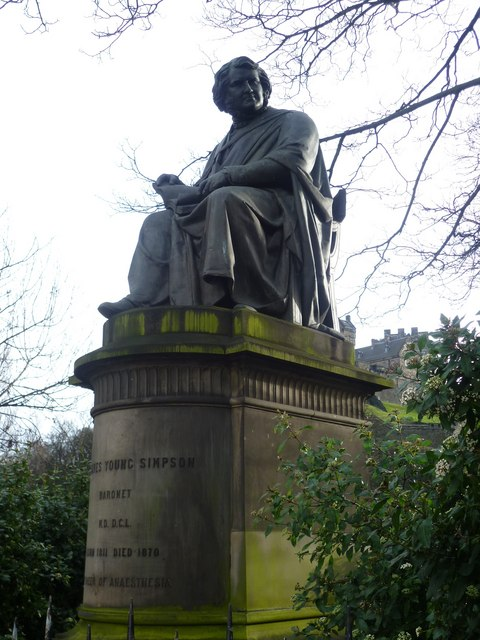
Statua in bronzo di James Young Simpson Baronet nel parco accanto a West Princes Street in Edimburgo

In quegli anni di avvio all'insegnamento egli introdusse l'uso del forcipe ostetrico (tuttora chiamato "forcipe di Simpson"), una rivoluzione nel suo ambito, che contribuì a rendere famoso il cosiddetto "Secolo della Chirurgia" (periodo nel quale la chirurgia intraprese una direzione rivoluzionaria). Tra le numerose scoperte e gli svariati successi in ambito medico, J. Y. Simpson, descrisse il primo uso della sonda e della dilatazione uterinae e fu un precursore nel campo dell’ovariectomia (asportazione chirurgica di una o di entrambe le ovaie). 
Nel 1864 introdusse un nuovo metodo per prevenire emorragie chirurgiche attraverso la pressione sui vasi sanguigni danneggiati, l’agopressione (compressione dei margini lesi della cute e dei vasi sanguinanti con aghi fissati con filo alle parti circostanti). Il suo libro Accupressure (1864) venne apprezzato in particolar modo per le considerazioni in esso contenute riguardo al ruolo del flusso sanguigno nella guarigione delle ferite.
Iniziò nel 1868 un'analisi sistematica della mortalità negli ospedali britannici, alla fine della quale espresse il proprio dissenso per l’elevata mortalità nei grandi ospedali organizzati in maniera tradizionale, e coniò il termine “ospedalismo”, puntando a una riflessione sulla mancata igiene negli spazi sanitari. Secondo Simpson, negli ospedali del Regno Unito, oltre che l'igiene mancava anche un'adeguata disposizione e volumetria dei reparti: il ciò, sempre secondo lui, causava non soltanto disagi a livello amministrativo, ma anche dal punto di vista sanitario. 
Simpson si batté animatamente in difesa della scuola di medicina di Edimburgo (dove aveva precedentemente compiuto gli studi), a quel tempo accusata di essere affine ai trattamenti omeopatici.
Ciò che gli fece guadagnare i maggiori riconoscimenti all'interno della comunità medica fu comunque, oltre alla sua tenacia nel tentativo di progettare una riforma ospedaliera, furono le sue scoperte in campo anestetico. 

### Cloroformio
Nel 1846 gli giunse notizia che lo stesso chirurgo da cui aveva preso lezioni, Liston, aveva utilizzato con successo l’etere dietilico come anestetico in un'operazione allo University College Hospital di Londra. Egli stesso ben presto utilizzò la stessa sostanza in campo ostetrico per indurre incoscienza temporanea,  dopo aver sperimentato precedentemente il mesmerismo. 

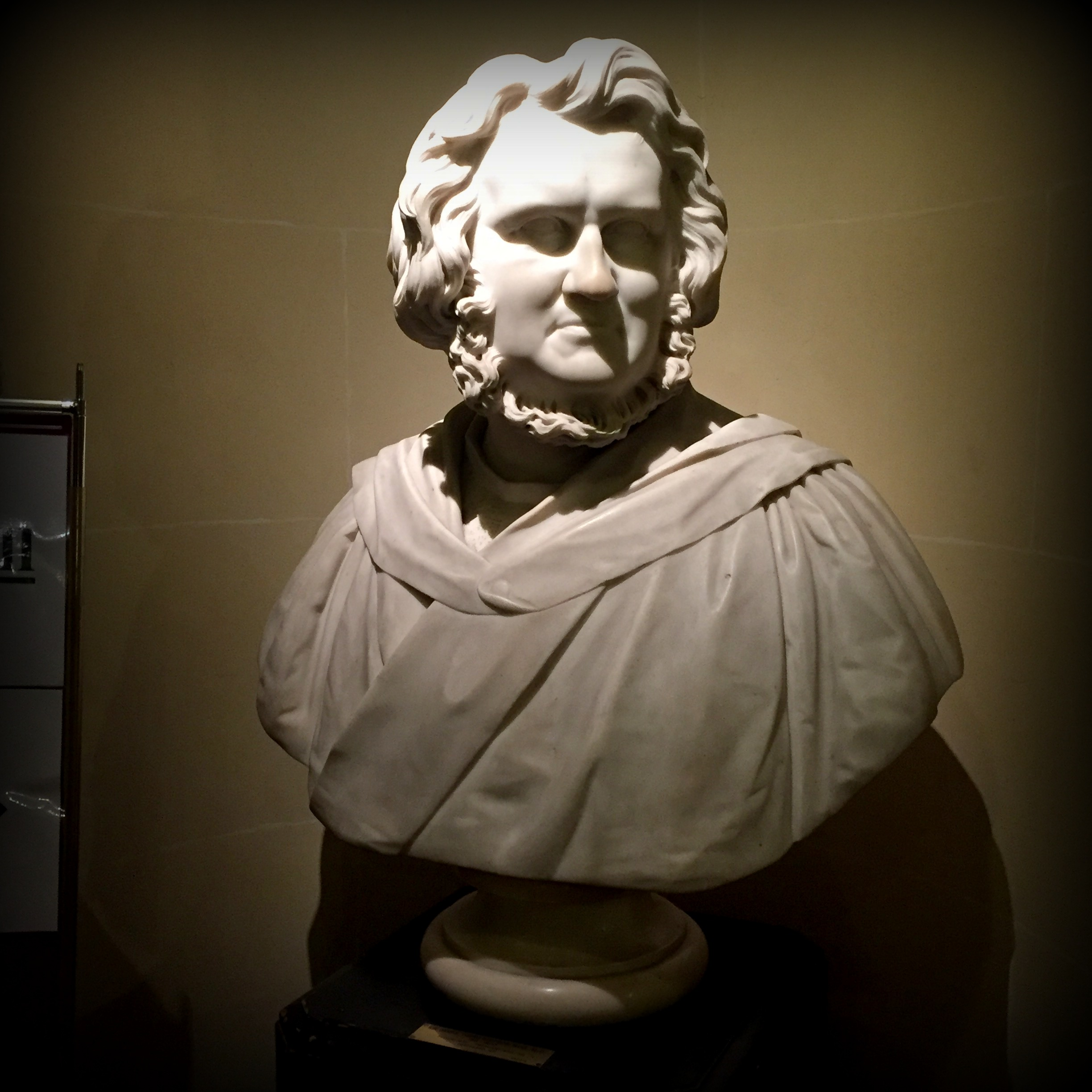
Busto di Sir James Y. Simpson nel Royal College di Edimburgo

Nel 1847 arrivò alla conclusione di aver bisogno di un'altra sostanza anestetica che sostituisse l’etere e che non possedesse rilevanti effetti collaterali. Sperimentando sempre su sé stesso diversi composti anestetici, considerò la possibilità di utilizzare una nuova sostanza al posto dell’etere, poiché possedeva svariati vantaggi rispetto a quest’ultimo. La scoperta delle proprietà del cloroformio, infatti, risale proprio al 1847 quando, intento a sperimentare la sostanza con degli amici, scoprì che essa poteva indurre sonnolenza. 
L’utilizzo del cloroformio, però, non era semplice: facendone inalare eccessivamente, la sostanza avrebbe potuto avere effetti pericolosi; se invece ne avesse utilizzato troppo poco, non avrebbe avuto effetto e la pratica chirurgica si sarebbe rivelata dolorosa per il paziente.
I primi utilizzi furono mirati alla riduzione del dolore della partoriente. Questo utilizzo accese un grosso dibattito, soprattutto di carattere etico-religioso in quanto considerata una pratica contro natura e in contrasto alla volontà divina.
Il dibattito si estese anche in campo scientifico poiché si suppose che il cloroformio fosse, come al giorno d’oggi è noto, un composto in parte nocivo.
Egli non fu il primo ad utilizzare il cloroformio come anestetico poiché prima di lui nel 1842, il medico Robert Mortimer Glover ne descrisse gli effetti sugli animali. Simpson, però, fu il primo a sperimentarlo sull'uomo. 
Il cloroformio ebbe un certo successo nel 1853, quando venne utilizzato da John Snow durante il parto della regina Vittoria, che diede alla luce il principe Leopoldo, figlio di Alberto di Sassonia. Questo episodio aumentò il prestigio del nuovo metodo: grazie a quest'ultimo avvenimento, al cloroformio valse l’appellativo di anestetico della regina.
La scoperta delle proprietà del cloroformio e del suo utilizzo, nonché il coraggio e la perseveranza nel testare il suo utilizzo (a rischio della propria incolumità) e nel difendere le sue scoperte, gli valsero, nel 1866, l'onore di essere insignito del titolo di Baronetto di Strathavon e della Città di Edimburgo.
Sul suo stemma venne posta l'iscrizione "Victo Dolore".

## Vita privata
Nel dicembre 1839 sposò sua cugina Jessie Grindlay, con la quale si stabilì a casa sua, a Edimburgo, fino al 1870, anno in cui morì all'età di 58 anni. 
Fu sepolto nel cimitero di Warriston, nella periferia di Edimburgo, secondo le sue volontà. La sua famiglia rifiutò di fatto l’offerta di seppellirlo nell’Abbazia di Westminster, come molti ritenevano meritasse.
Dopo la sua morte il consiglio dei medici decise di indire una riunione straordinaria (presieduta dal Conte di Dalhousie), nella quale venne decretato di omaggiare il medico rivoluzionario con un monumento e una statua a Edimburgo, un busto nell'Abbazia di Westminster e infine un ospedale dedicato alle malattie delle donne, istituito sui principi fondamentali espressi da Simpson nella sua carriera.